# Otto von Lossow
Otto von Lossow (Hof, 15 de enero de 1868 - Múnich, 25 de noviembre de 1938) fue un general del ejército alemán designado para controlar la región de Baviera en el periodo de la República de Weimar. Estuvo junto a Adolf Hitler en el Putsch de la Cervecería de Múnich de 1923, a pesar de haber desertado después de recibir órdenes del general Jakob Ritter von Danner.

## Carrera militar
Otto nació en Hof, en el Reino de Baviera, y entró en el ejército bávaro en 1888. Participó de varias misiones, de entre ellas, sirvió junto al contingente alemán en el Levantamiento de los bóxers.
Antes del comienzo de la Primera Guerra Mundial, Lossow era un general sin una específica atribución dentro del ejército. En los reclutamientos de agosto de 1914, Lossow fue designado para comandar el II Cuerpo de Reserva Bávaro. Lossow quedó en este mando hasta ser designado para ir a Estambul para, junto con el ejército del Imperio otomano, responder al desembarco de fuerzas aliadas en Galípoli.
Quedó en el Imperio otomano hasta el final de la guerra, siendo condecorado con la patente de Mayor general en su regreso a Alemania. Hasta aliarse con Hitler en la cervecería Bürgerbräu en el putsch de 1923, fue instructor militar en la infantería del reducido ejército alemán de la posguerra. Lossow, así como otros veteranos de guerra, creían en un levantamiento efectuado por medio de un ejército paramilitar, puesto que resultaría especialmente complicado captar suficientes adeptos entre los escasos efectivos del ejército oficial.

## El Putsch de 1923
Otto von Lossow formaba parte de un triunvirato esencial para la realización del golpe. Junto con él estaban Gustav Ritter von Kahr, ministro-presidente de Baviera, y el coronel Hans Ritter von Seisser, jefe de la policía bávara (Landespolizei). 
La región de Baviera, aún bajo mando de los líderes de la República de Weimar, poseía cierta autonomía e iniciativa por tener el apoyo de muchos alemanes de extrema derecha que creían que necesitaban actuar contra el enemigo rojo que "apuñaló al pueblo alemán por la espalda" (término comúnmente utilizado en la época para referirse a aquellos que firmaron el tratado de Versalles, consolidando la derrota alemana en la guerra junto con severas reparaciones).
Lossow estuvo junto a Ludendorff, Göring, Eckart y otros en la cervecería antes del golpe y apoyó efusivamente a los líderes del Partido Nacionalsocialista Obrero Alemán. Durante el golpe, a través del General Hans von Seeckt, recibió órdenes de von Danner para desistir del golpe y realojar a la infantería en el centro de Múnich. Otto, junto con Seisser y Kahr, retornó a los cuarteles en el centro de Múnich para reencontrarse con von Danner y, de hecho, desertar del putsch.
Murió en Múnich, en 1938.